# Scinax perereca
Scinax perereca é uma espécie de anfíbio da família Hylidae. É encontrada no Brasil, na Argentina e no Paraguai.
Seus habitats naturais incluem florestas tropicais secas e de baixa latitude, pântanos de água doce e riachos intermitentes. Segundo Mosqueira, pode ser facilmente encontrada no Rio de Janeiro.